# Sara Price
Sara Price, née le 2 septembre 1992 à Riverside, en Californie, est une pilote automobile américaine. Elle remporte la deuxième étape du championnat de Extreme E 2022 compétition 100% électrique en équipe mixte avec son compatriote Kyle LeDuc. En 2024, elle est victorieuse de la dixième étape du Rallye Dakar en catégorie SSV. Elle est la troisième femme à triompher sur une étape de ce rallye-raid après l'allemande Jutta Kleinschmidt (auto) et l'espagnole Cristina Gutiérrez (challenger).
Sara a remporté 17 championnats nationaux de motocross dans les différentes catégories d'âge, elle est originaire du sud de la Californie et concourt en sport mécanique depuis l'âge de 8 ans.
La californienne est pilote cascadeuse pour Hollywood, en 2019 on la retrouve doubleuse-pilote de Dwayne Johnson dans le blockbuster : Jumanji: Next Level,.

## Biographie
En 2010, Sara Price devient la première femme pilote de motocross soutenue par l'usine de compétition Monster Energy Kawasaki Racing. Au cours des années suivantes, la californienne court pour Kawasaki et remporte plusieurs médailles aux X Games avant de passer en Rallye-raid,. Elle se classe première au Grand Prix d'Elseneur 2013 puis remporte le championnat Terracross en 2015,.
En 2016, Sara Price remporte le prix de l'étoile montante du « Temple de la renommée du sport automobile rallye-raid » dans les catégories UTV, SSV.
Sara Price fait ses débuts dans le circuit Stadium Super Trucks lors du week-end de course Honda Indy Toronto 2016, devenant ainsi la première femme pilote à concourir dans la série. L'année suivante, elle court la finale de la saison au Lake Elsinore Diamond. Elle ne revient dans la série qu'en 2020, participant au week-end de course Adelaide 500.
Elle fait ses débuts en rallye camion lors du Best in the Desert Laughlin Desert Classic 2017. Elle y prend la deuxième place.
En 2019, elle est devient la première femme SCORE International Baja 1000 IronWoman en conduisant en solo toute la course et en terminant deuxième dans la catégorie camions.
Sara participe pour la première fois au Rallye Aïcha des Gazelles 2015 en catégorie SSV, terminant première parmi les participantes débutantes. Elle ne revient aux courses de rallye qu'en 2020, elle se classe alors deuxième dans la classe SSV au Sonora Rally (Mexique),.
Le 11 juin 2020, Chip Ganassi Racing annonce que Sara rejoint l'équipe pour la saison inaugurale Extreme E 2021. Elle a été la première pilote confirmée de la première série de rallye-raid 100% électrique. Au cours de la deuxième saison en 2022, elle remporte en équipe mixte avec son compatriote Kyle LeDuc, la deuxième étape en Italie.
En 2024, elle participe à son premier Rallye Dakar dans sa nouvelle catégorie de prédilection SSV. Elle termine 4e et remporte la dixième étape qui ne passa pas inaperçu aux États-Unis, le magazine The Guardian parle de la première femme américaine victorieuse d'une spéciale du Rallye Dakar.

## Vie privée
Concours de beauté
Sara Price participa a des concours de beauté en 2013, elle est première dauphine de Miss Comté de San Bernardino sur 229 candidates, ce qui lui permis de participer à l'élection de Miss Californie USA 2013, elle ne sera pas finaliste, mais elle déclare « Je viens du monde de la moto qui jusqu'à présent ne représente pas du tout la féminité, mais je voulais faire savoir aux gens que les belles femmes peuvent aussi concourir dans ce sport et être performantes ».

## Résultats en course

### Résultats au Rallye Dakar
| Année | Catégorie | Marque | Position | Victoires d'étapes |
| ----- | --------- | ------ | -------- | ------------------ |
| 2024  | SSV       | Can-Am | 4e       | 1                  |
| 2025  | SSV       | Can-Am |          |                    |

### Stadium Super Trucks
| 2016 | ADE    | ADE   | ADE    | STP | STP | LBH | LBH | DET | DET | DET | TOW | TOW | TOW | TOR 8 | TOR 9 | CLT 5 | CLT 6 | OCF 4 | OCF 6 | SRF 9 | SRF 11 | SRF 6   | 11e  | 130 | [ 22 ] |
| 2017 | ADE    | ADE   | ADE    | STP | STP | LBH | LBH | PER | PER | PER | DET | DET | TEX | TEX   | HID   | HID   | HID   | BEI   | GLN   | GLN   | ELS 9  | ELS DNQ | 25e  | 25  | [ 23 ] |
| 2020 | ADE 10 | ADE 8 | ADE 10 | ROA | ROA |     |     |     |     |     |     |     |     |       |       |       |       |       |       |       |        |         | N/A1 | –   | [ 24 ] |

 1 Le classement n'a pas été enregistré sur la série pour la saison 2020.

### Résultats en Extreme E
| Année | Équipe                      | Voiture          | 1       | 2       | 3       | 4       | 5       | 6       | 7       | 8       | 9       | 10      | Class. | Points |
| ----- | --------------------------- | ---------------- | ------- | ------- | ------- | ------- | ------- | ------- | ------- | ------- | ------- | ------- | ------ | ------ |
| 2021  | Segi TV Chip Ganassi Racing | Spark Odyssey 21 | DES Q 7 | DES R 8 | OCE Q 7 | OCE R 7 | ARC Q 7 | ARC R 9 | ISL Q 5 | ISL R 4 | JUR Q 8 | JUR R 8 | 7e     | 60     |
| 2022  | Chip Ganassi Racing         | Spark Odyssey 21 | DES R 4 | OCE R 1 | ARC R 7 | ISL R 4 | JUR R 6 |         |         |         |         |         | 4e     | 57     |

Légende :
| Couleur  | Résultat                       |
| -------- | ------------------------------ |
| Or       | Vainqueur                      |
| Argent   | 2e place                       |
| Bronze   | 3e place                       |
| Vert     | Classé dans les points         |
| Bleu     | Classé hors des points         |
| Bleu     | Non classé (Nc.)               |
| Violet   | Abandon (Abd.)                 |
| Rouge    | Non qualifié (Nq.)             |
| Rouge    | Non pré-qualifié (Npq.)        |
| Noir     | Disqualifié (Dsq.)             |
| Blanc    | Non partant (Np.)              |
| Blanc    | Forfait (Forf.)                |
| Blanc    | Course annulée (A)             |
| Neutre   | Non présent                    |
| Neutre   | Exclu (Ex.)                    |
| Gras     | Pole position                  |
| Italique | Meilleur tour en course        |
| †        | Classé sans terminer la course |
| 1 2 3 …  | Classement dans la catégorie   |

## Filmographie
| Année | Titre                   | Rôle              | Notes      |
| ----- | ----------------------- | ----------------- | ---------- |
| 2009  | Semper Ride             | Elle-même         |            |
| 2016  | The Grand Tour          | Pilote cascadeuse | 1 épisode  |
| 2019  | Shadow Wolves           | Pilote cascadeuse | 1 épisode  |
| 2019  | Jumanji: The Next Level | Pilote cascadeuse |            |
| 2019  | Murder                  | Pilote cascadeuse | 1 épisode  |
| 2020  | NOS4A2                  | Pilote cascadeuse | 4 épisodes |
| 2020  | Coyote                  | Pilote cascadeuse | 1 épisode  |